# Andrei Sawenkow
Andrei Wladimirowitsch Sawenkow (kasachisch Андрей Владимирович Савенков; * 7. März 1975 in Ust-Kamenogorsk, Kasachische SSR) ist ein ehemaliger kasachischer Eishockeyspieler, der an den Olympischen Winterspielen 1998 und 2006 teilnahm.

## Karriere
Andrei Sawenkow begann seine Karriere als Eishockeyspieler in seiner Heimatstadt in der Nachwuchsabteilung von Torpedo Ust-Kamenogorsk. Beim CHL Import Draft 1994 wurde er von den Foreurs de Val-d’Or als insgesamt vierter Spieler ausgewählt, blieb aber bei seinem Heimatklub, anstatt in die Ligue de hockey junior majeur du Québec zu wechseln. 1995 wurde er zum besten Verteidiger der kasachischen Meisterschaft gewählt. 1996 ging er zu Torpedo Jaroslawl, wo er sowohl in der Superliga, als auch in der Perwaja Liga, der dritten russischen Spielklasse, aktiv war. In den Folgejahren lief er für weitere russische Klubs auf, bevor er 2001 zu Torpedo Ust-Kamenogorsk zurückkehrte und in der zweiten russischen Spielklasse, der Wysschaja Liga,  und der kasachischen Liga auflief. Mit seinem Heimatklub wurde er 2004, 2005 und 2007 kasachischer Meister. Anschließend spielte er für den HK Kasachmys Satpajew und den HK Ertis Pawlodar, bevor er seine Karriere 2011/12 beim HK Nowosibirsk in der russischen Perwaja Liga ausklingen ließ.
Seit 2020 arbeitet er in Nowosibirsk als Nachwuchs-Eishockeytrainer.

### International
Für Kasachstan nahm Sawenkow im Juniorenbereich an der U18-Asien/Ozeanien-Meisterschaft 1993 teil, bei der dem kasachischen U18-Nationalteam der Titelgewinn gelang.
Im Seniorenbereich stand er erstmals bei der C-Weltmeisterschaft 1995 im Aufgebot seines Landes. Bei der C-WM 1996 gelang ihm mit der kasachischen Mannschaft der Aufstieg in die B-Gruppe. So spielte er bei den B-Weltmeisterschaften 1997 und 1999. Nach der Umstellung auf das heutige Divisionensystem spielte er 2002 und 2003 in der Division I. Bei den Weltmeisterschaften 2004 und 2006 spielte er schließlich in der Top-Division. Zudem vertrat er seine Farben bei den Olympischen Winterspielen in Nagano 1998, bei der die Mannschaft Achter wurde, und in Turin 2006, als Platz neun heraussprang. Bei den Winter-Asienspielen 2007 gewann er mit den Kasachen die Silbermedaille.

## Erfolge und Auszeichnungen
- 1993 Goldmedaille bei der U18-Asien/Ozeanien-Meisterschaft
- 1995 Bester Verteidiger der kasachischen Eishockeymeisterschaft
- 1996 Aufstieg in die B-Gruppe bei der C-Weltmeisterschaft
- 2003 Aufstieg in die Top-Division bei der Weltmeisterschaft der Division I, Gruppe A
- 2004 Kasachischer Meister mit Torpedo Ust-Kamenogorsk
- 2005 Kasachischer Meister mit Torpedo Ust-Kamenogorsk
- 2007 Kasachischer Meister mit Torpedo Ust-Kamenogorsk
- 2007 Silbermedaille bei den Winter-Asienspielen